# Ешлі Вільямс (футболіст)
Ешлі Вільямс (англ. Ashley Williams; нар. 23 серпня 1984, Вулвергемптон, Англія) — валлійський футболіст, захисник клубу «Бристоль Сіті» і національної збірної Уельсу. Є капітаном команди в збірній.
Володар Кубка англійської ліги.

## Клубна кар'єра
Вихованець футбольної школи клубу «Вест-Бромвіч Альбіон».
У дорослому футболі дебютував 2001 року виступами за команду клубу «Геднесфорд Таун», в якій провів два сезони, взявши участь у 34 матчах чемпіонату.
Своєю грою за цю команду привернув увагу представників тренерського штабу клубу «Стокпорт Каунті», до складу якого приєднався 2003 року. Відіграв за клуб зі Стокпорта наступні п'ять сезонів своєї ігрової кар'єри. Більшість часу, проведеного у складі «Стокпорт Каунті», був основним гравцем захисту команди.
До складу клубу «Свонсі Сіті» приєднався 2008 року.
2016 року перейшов до клубу «Евертон».

## Виступи за збірну
2008 року дебютував в офіційних матчах у складі національної збірної Уельсу.
31 травня 2016 року був включений до складу команди на Євро-2016. На цьому турнірі він забив гол головою у чвертьфіналі збірній Бельгії, а команда змогла дійти до півфіналу, у якому програла збірній Португалії з рахунком 2:0.
За збірну провів 86 матчів і забив 2 голи. Останній матч провів у 2019 році проти збірної Угорщини.

## Досягнення
- Володар Кубка англійської ліги:

«Свонсі Сіті»: 2012–13